# Церковь Космы и Дамиана (Кузьмино)
Церковь Космы и Дамиана — приходской храм Подольской епархии Русской православной церкви в селе Кузьмино Ступинского района, Московской области построенный в 1875 году. Здание храма является объектом культурного наследия и находится под охраной государства. В настоящее время храм действует, ведутся богослужения.

## История строительства храма

Колокольня

В 1627 году согласно архивных писаний были зафиксированы первые упоминания о селе Кузьмине на реке Каширке. На тот момент в селе уже действовал деревянный храм. В 1661 году тщанием прихожан здесь возведена новая деревянная церковь.
В 1712 году во времена владения селом князем Григорием Федоровичем Долгоруковым возвели и освятили новую деревянную церковь во имя святых бессребреников Космы и Дамиана. С годами церковь пришла в ветхость и в 1851 году была частично разобрана колокольня, так как имелся крен строения набок.
В 1854 году местный священник Георгий Никольский обратился к митрополиту Филарету с прошением о благословении на строительство нового каменного храма. 7 июня 1854 года такое благословение было утверждено. Строительство храма проводилось на средства прихожан.
Графиня Анна Орлова, отпуская на волю своих крепостных, жителей села Кузьмина, поставила условие, что они покроют свою церковь железом. Волю это не сразу выполнили, да и сам храм к тому моменту обветшал. Было принято решение возвести новое строение храма. Во время строительных работ мастера допустили ошибку, в результате которой 1 апреля 1864 года постройка рухнула.
В 1871 году тщанием священника Иоанна Остроумова храм был окончательно достроен и освящен. Обустроено два придела: центральный — в честь бессребреников и чудотворцев Космы и Дамиана, и боковой — в честь Пресвятой Троицы.
Ныне существующая каменная церковь с колокольней была окончательно построена в 1898 году.
В 1903 году на собственные средства крестьянин деревни Усады Василий Князев купил и установил на колокольне новый колокол весом 256 пудов 50 фунтов. Иконостасы церкви были вызолочены на деньги крестьянина села Короськово Алексея Васильевича Филиппова.
Несколько настоятелей служили с 1919 по 1921 годы. В 1933 году церковь лишилась колоколов. Четыре малых были сброшены, два — набатный и большой разбивали прямо на колокольне двухпудовой гирей.
В 1944 году храм был закрыт. В строениях церкви была организована машино-тракторная станция, а затем обустроен склад для хранения удобрений.

## Современное состояние
В 1992 году здание было возвращено верующим. К тому времени своды строения обрушились, пол был уничтожен, купол снесён. Михневская птицефабрика в посёлке Усады оказала помощь в строительных работах, которые позволили открыть храм для богослужения. Крыша была восстановлена, вставлены окна, решётки, двери. Позже отремонтирован центральный купол храма, а также купол на колокольне, была произведена внутренняя и внешняя отделка.
При храме работает воскресная школа, ведутся занятия по Богослужению с детьми в сельской школе.
Храм является памятником архитектуры федерального значения на основании Постановления Совета Министров РСФСР № 1327 от 30.08.1960 года.